# مارتینا لنزینی
مارتینا لنزینی (انگلیسی: Martina Lenzini؛ زادهٔ ۲۳ ژوئیهٔ ۱۹۹۸) بازیکن فوتبال اهل ایتالیا است.
وی همچنین در تیم‌های ملی فوتبال Italy women's national under-17 football team, Italy women's national under-19 football team, Italy women's national under-23 football team، و زنان ایتالیا بازی کرده‌است.